# Сад божественних пісень (монета)
«Сад божественних пісень» – срібна монета номіналом 20 грн, яку випустив Національний банк України. Вийшла до 300-річчя з дня народження видатного українського філософа та письменника Григорія Сковороди. Монету введено в обіг 23 листопада 2022 року.

## Опис монети та характеристики
Монету номіналом 20 гривень виготовлено зі срібла 925 проби, категорія якості карбування – «спеціальний анциркулейтед», маса дорогоцінного металу в чистоті – 62,2 г, діаметр – 50,0 мм, тираж – до 2 500 штук (у тому числі до 1 500 штук у 2022 році). Гурт монети гладкий із заглибленими написами позначення металу та його проби – Ag 925, маси в чистоті – 62,2 г і логотипом Банкнотно-монетного двору Національного банку України. Елемент оздоблення – локальна позолота, вміст золота в чистоті не менше ніж 0,001 г.

## Аверс
На аверсі монети, у нижній частині розміщено – малий Державний Герб України, ліворуч від якого написи: УКРАЇНА та рік карбування монети 2022; праворуч – номінал 20 та графічний символ гривні.
Основна композиція аверсу – символічний стилізований фонтан, який є алегорією Бога і наповнює водою різні посудини, метафори людини та людської душі. Кожна посудина має різний об’єм, але отримує достатньо води для свого наповнення (пластичне втілення графічного малюнка Г. Сковороди «Нерівна всім рівність…»).
Над фонтаном «проростають райські» дерева, що формують сад божественних пісень, навколо яких «розтікаються» рядки зі збірки «Сад божественних пісень».

## Реверс
На реверсі монети зображена метафорична композиція: під деревцем вишні – юнак, який грає на сопілці, поряд – розкрита книга (символічний світ Григорія Сковороди). Навколо – дзеркальні постаті, що намагаються ухопити філософа, а поруч напис «Світ ловив мене та не спіймав».

## Автори
Художники: Таран Володимир, Харук Олександр, Харук Сергій.
Скульптори: Іваненко Святослав, Атаманчук Володимир.